# Ifangni
Ifangni es una comuna beninesa perteneciente al departamento de Plateau.
En 2013 tiene 110 973 habitantes, de los cuales 31 984 viven en el arrondissement de Ifangni.
Se ubica en el extremo meridional del departamento y su territorio es fronterizo al este con Nigeria.

## Subdivisiones
Comprende los siguientes arrondissements:
- Banigbé
- Daagbé
- Ifangni
- Ko-Koumolou
- Lagbé
- Tchaada